# Большая Коша (деревня)
Больша́я Ко́ша — деревня в Селижаровском муниципальном округе Тверской области, бывший административный центр Большекошинского сельского поселения.

## География
Расположена в 24 километрах к юго-востоку от районного центра Селижарово. Находится на реке Большая Коша, которая через 1 км (от моста) впадает в Волгу. Через деревню проходит старый Осташковский тракт, новая автодорога «Ржев—Осташков» обходит деревню с востока.

## История
Деревня известна с XI века. 

В середине XIX века на месте центра современной деревни был постоялый двор Коша, к северо-востоку от него — деревня Малое Коньшино, за рекой — деревня Бобронниково, дальше, где кладбище, погост Коша (Ильи Пророка). В начале XX века (1914) деревня была связана пароходным сообщением по Волге с городом Осташков.
В современных границах деревня существует с 1980-х годов (включены деревни Бобронниково и Малое Коньшино).
В 1997 году — 139 хозяйств, 346 жителей. Центральная усадьба совхоза «Соколово», средняя школа, ДК, библиотека, почта.
До 2020 года деревня являлась центром Большекошинского сельского поселения.

## Население
| 1859 | 1989 | 2002 | 2010 |
| ---- | ---- | ---- | ---- |
| 12   | ↗338 | ↘313 | ↘265 |

По данным Всероссийской переписи населения 2002 года в деревне Большая Коша Большекошинского сельского округа Селижаровского района проживали 313 человек, преобладающая национальность — русские (99 %).

## Памятники и памятные места

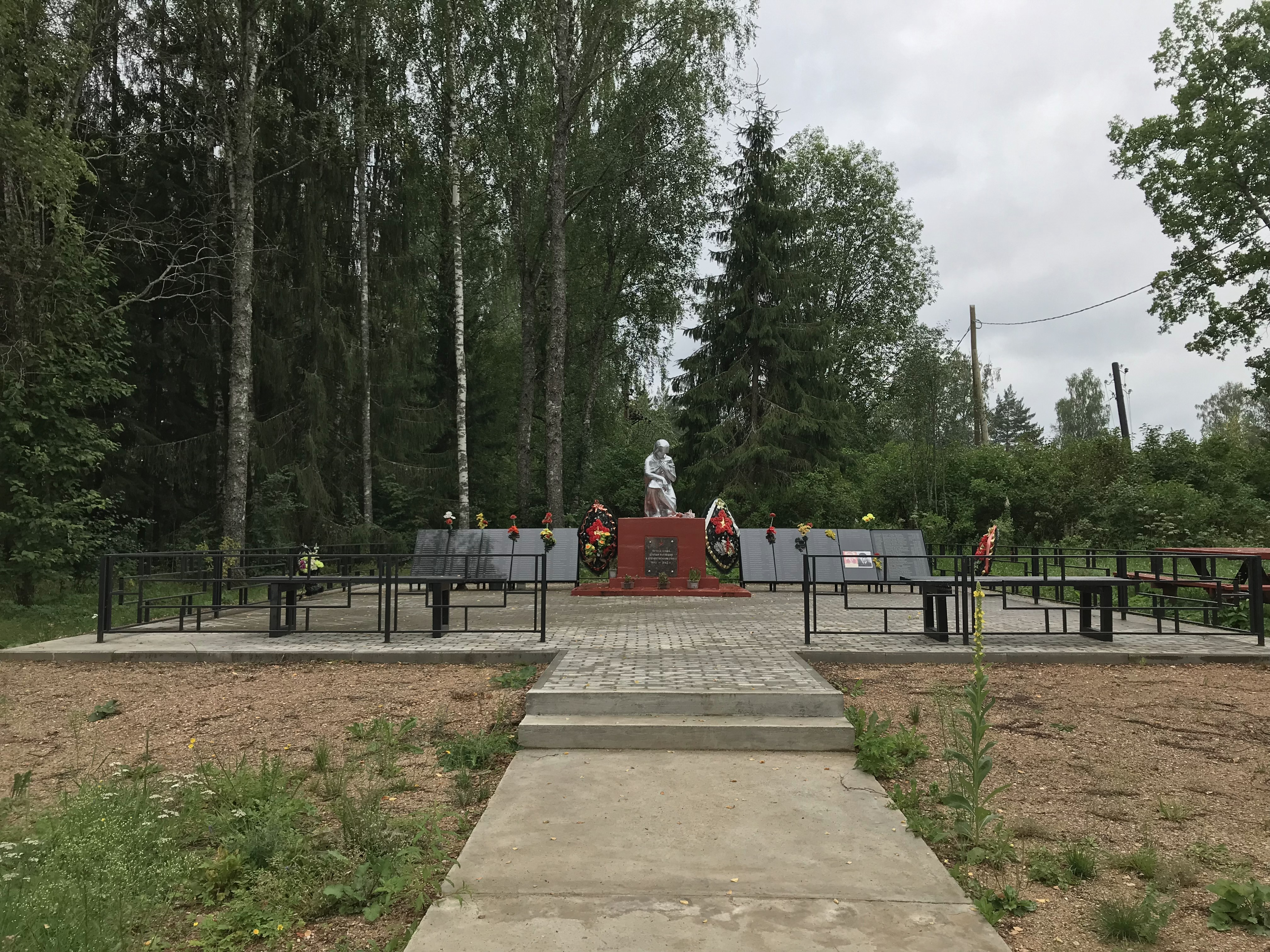
Братская могила воинов Красной Армии

В центре деревни — братская могила воинов Красной Армии, захороненных с октября 1941 по февраль 1943 года. Всего захоронено 197 советских воинов.
Среди захороненных — Христофор Пакшандаев — герой Гражданской войны в России.

## Уроженцы
- Власов Александр Васильевич (1900, Большая Коша, Осташковский уезд, Тверская губерния — 1962, Москва) — советский архитектор, главный архитектор Москвы в 1950—1955 годах.